# Cona
För andra betydelser, se Cona (olika betydelser).
Cona är en ort och kommun i storstadsregionen Venedig, innan 2015 provinsen Venedig, i regionen Veneto i Italien. Kommunen hade 3 006 invånare (2018).